# Parque Natural de Cumbre Vieja
O Parque Natural de Cumbre Vieja é um parque natural que está localizado na ilha de La Palma nas Canárias, Espanha. Ocupa todo o centro-sul da ilha, estendendo-se por 5 municípios.
Em 19 de setembro de 2021, iniciou-se uma erupção vulcânica na área do parque, causando perdas de biodiversidade e de economia (casas, fazendas, instalações, empresas, instalações, etc.) e o desalojamento dos habitantes das localidades próximas.

## Proteção
O parque foi criado de acordo com a Lei 12/1987, de 19 de junho, de Declaração de Espaços Naturais das Canárias, como dois espaços separados, o parque natural de Cumbre Vieja e Teneguía e a paisagem natural de interesse nacional de Coladas del Volcán de Martín. Ambos estavam unidos pela Lei 12/1994, de 19 de dezembro, mas os vulcões de Teneguía formaram um espaço protegido independente. O parque também é uma área de sensibilidade ecológica e a parte norte do parque é uma zona de pré-proteção do Parque Nacional da Caldera de Taburiente.

## Recursos
O Parque cobre grande parte do sul da ilha, compreendido pelos municípios de Breña Alta, Breña Baja, Villa de Mazo, El Paso e Fuencaliente e é atravessado de norte a sul por um caminho popularmente chamado Ruta de los Vulcanes inacessível para veículos de rodas e confirmado como longa distância, que passa por todos os cones importantes e oferece vistas impressionantes deles, bem como da própria ilha e de outras ilhas vizinhas.
Na região do parque estão localizados a maior parte dos cones vulcânicos da ilha, que se originaram através da atividade fissural nos últimos milhões de anos e tiveram a maioria das erupções históricas da ilha. Todos estes processos eruptivos estão alinhados seguindo o eixo central do Cumbre Vieja com lavas que fluíam ao longo das encostas e às vezes atingiam o mar e formavam novas porções de terra. A área mais ao norte do parque pertence a uma unidade geológica muito mais antiga chamada Paleopalma.
Em relação à flora mais relevante, destacam-se as comunidades de pinheiros-das-Canárias (Pinus canariensis) da região ocidental. No lado oriental estão comunidades notáveis de faias (Myrica faya), urzes (Erica arborea) e laurissilva. As áreas mais altas têm matorral de montanha.
No que diz respeito à fauna, o parque abriga comunidades de aves como pombos da laurissilva (Pombo-das-canárias e pombo-de-bolle) águias (águia-de-asa-redonda), gaviões (Accipiter nisus granti) e gralhas (Pyrrhocorax pyrrhocorax barbarus).

## Teoria do megatsunami
Em 2000, o cientista britânico Simon Day liderou um projeto de investigação polémico que terminou com um documentário na BBC no qual ele previa o colapso da ilha em uma futura erupção na região deste parque natural, com o consequente deslizamento de grande parte da ilha para o mar que causaria um megatsunami que chegaria até ao Canadá e à Argentina e devastaria toda a Costa Leste dos Estados Unidos, destruindo cidades como Nova Iorque, Washington, D.C. ou Miami. Embora seja verdade que isso acontecerá em algum momento, as possibilidades de acontecer em um futuro próximo são muito baixas, pois teria que ser uma erupção freatomagmática e considerando o pequeno tamanho do aquífero da ilha, isso é improvável.
Este tipo de deslizamentos já ocorreram nas Ilhas Canárias várias vezes ao longo da história, inclusive na ilha de La Palma, que foi o que deu origem à Caldeira de Taburiente. No entanto, esses deslizamentos aconteceram há milhares de anos e, portanto, não estão documentados, embora seus efeitos possam ser vistos.